# Bármi megeshet!
A "Bármi megeshet!" (Anything You Can Do) a Született feleségek (Desperate Housewives) című amerikai filmsorozat hetedik epizódja. Az Amerikai Egyesült Államokban először az ABC (American Broadcasting Company) adó sugározta 2004. november 21-én.

## Szereplők
- - Susan Mayer – Teri Hatcher
  - Lynette Scavo – Felicity Huffman
  - Bree Van De Kamp – Marcia Cross
  - Gabrielle Solis – Eva Longoria
  - Mary Alice Young – Brenda Strong
  - Mike Delfino – Jamie Denton
  - Edie Britt – Nicollette Sheridan
  - Paul Young – Mark Moses
  - Zach Young – Kody Casch
  - Carlos Solis – Richardo Antonio Chavira
  - Rex van de Kamp – Steven Culp
  - Tom Scavo – Doug Savant
  - John Rowland – Jesse MetCalfe
  - Julie Mayer – Andrea Bowen
  - Martha Huber – Christine Estabrook
  - Preston Scavo – Brent Kinsman
  - Porter Scavo – Shane Kinsman
  - Juanita Solis (Solis Mama) – Lupe Ontiveros
  - Noah Taylor – Bob Gunton
  - Maisy Gibbons – Sharon Lawrence
  - Dr. Albert Goldfine – Sam Lloyd
  - Jordana Geist – Stacey Travis
  - Dr. Sicher – Gregg Daniel
  - Danielle Van De Kamp – Joy Lauren
  - Mrs. Truesdale – Shannon O'Hurley
  - Yao Lin – Lucille Soong
  - Ida Greenberg – Pat Crawford Brown

## Mary Alice epizódzáró monológja
- A narrátor, Mary Alice monológja az epizód végén így hangzik (a magyar változat alapján):

"Verseny. Különböző embereknek mást és mást jelent. Legyen az baráti versengés, vagy élet-halál harc – a végeredmény ugyanaz. Mindig lesznek győztesek, és mindig lesznek vesztesek. A trükk persze az, hogy tudjuk, melyik csatát vívjuk meg. Ugyanis minden győzelemnek ára van."

## Epizódcímek szerte a világban
- Angol: Anything You Can Do (Bármit megtehetsz)
- Francia: Ça plane pour elle
- Német: Gewinner und Verlierer (Győztesek és vesztesek)
- Olasz: Competizione (Verseny)